# Techniques de relaxation
Ne pas confondre avec la technique de relaxation en mathématiques.
 (février 2024).
Les techniques de relaxation visent globalement à une réduction du stress et ont pour objectif de produire une « diminution du niveau d’alerte, de la fréquence cardiaque et respiratoire, et de la tension artérielle» .
Ces techniques sont multiples et d'inspirations diverses. Elles peuvent s'apparenter aux psychothérapies, à la médecine psychosomatique ou au développement personnel. On y retrouve aussi des techniques dérivées du Yoga comme Āsana ou des méthodes de méditation.

## Diversité des techniques
- Approche Trager
- Auto-hypnose
- Battement binaural
- Biofeedback
- Massage
- Méditation
- Méditation transcendantale
- Méthode Vittoz
- Musique de relaxation
- Réflexologie
- Relaxation progressive des muscles de Jacobson
- Travail respiratoire
- Sophrologie pédagogique
- Sophrologie
- Training autogène
- Yoga (posture du cadavre, posture de l'enfant)
- Shiatsu
- Cohérence cardiaque
- Do-in

## Usages de la relaxation
- Bien-être général
- Dépression
- Gestion de l'anxiété et des crises de panique
- Gestion de la colère
- Gestion de la douleur
- Hypertension
- Insomnie
- Maladie cardiovasculaire
- Maux de tête (céphalées)
- Spasmophilie
- Stimulation du système immunitaire
- Fatigue

## Psychothérapie
Des psychothérapies s'appuient parfois sur les sensations corporelles comme support à un travail d'élaboration psychique (par ex.: les méthodes d'inspiration psychanalytique (Schultz, Ajurriaguerra, Sapir, Ranty). Ce type de relaxation ne vise donc pas simplement à une détente mais à un travail psychique.
La relaxation est une des médiations utilisées en thérapie psychomotrice (par un psychomotricien diplômé d'Etat).

## Développement personnel
Les techniques de relaxation sont devenues populaires chez les personnes qui recherchent un mieux-être, un relâchement des tensions et des blocages tant au niveau physique que psychologique[réf. souhaitée]. Dans les années 1960, des corrélations ont été trouvées entre les niveaux de stress et la santé physique et émotionnelle. Des effets mesurables sur la réduction de l'anxiété ont été constatés chez des personnes qui pratiquent certaines formes de méditation (comme la pleine conscience).
À partir des années 1970, certains livres traitant de « relaxation » sont devenus des succès de vente aux États-Unis. En 1975, a été publié "The Relaxation Response" par Herbert Benson (professeur à Harvard), MD et Miriam Z. Klipper. Cet ouvrage a popularisé la méditation aux États-Unis.
Des travaux de recherche publiés dans les années 1980 ont indiqué des liens de causalité entre le stress et la santé et ont démontré que les techniques de relaxation pouvaient avoir des effets positifs sur l'état général (article du "New-York Times" paru en 1986.)

## Gestion de la douleur
Diverses techniques de relaxation sont utilisées dans la gestion de la douleur, telles que la respiration abdominale, la relaxation musculaire et l'imagerie guidée.